# اوپانیشاد تیتریه
اوپانیشاد تیتریه (دیواناگری: तैत्तिरीय उपनिषद्) متنی سانسکریت از دوران ودایی هند است که به‌صورت سه فصل (ادهیایا) از یاجورودا تصنیف شده‌است. اوپانیشاد تیتریه یکی از اوپانیشادهای اصیل (موکیا) است و احتمالاً در حدود قرن ششم پیش از میلاد تألیف شده‌است.
اوپانیشاد تیتریه با مکتب تیتریهٔ یاجورودا مرتبط است. این مکتب را شاگردان عالمی به نام تیتیری تأسیس کردند (کلمهٔ تیتیری تحت‌الفظا به معنای پرندهٔ کبک است). این اوپانیشاد بین ۱۰۸ اوپانیشاد موکتیکا در شماره ۷ آمده‌است.
این اوپانیشاد همچنین با عنوان فصل‌های هفتم، هشتم، و نهم آرنیکه تیتریه شناخته می‌شود.